# Región del Gran Victoria

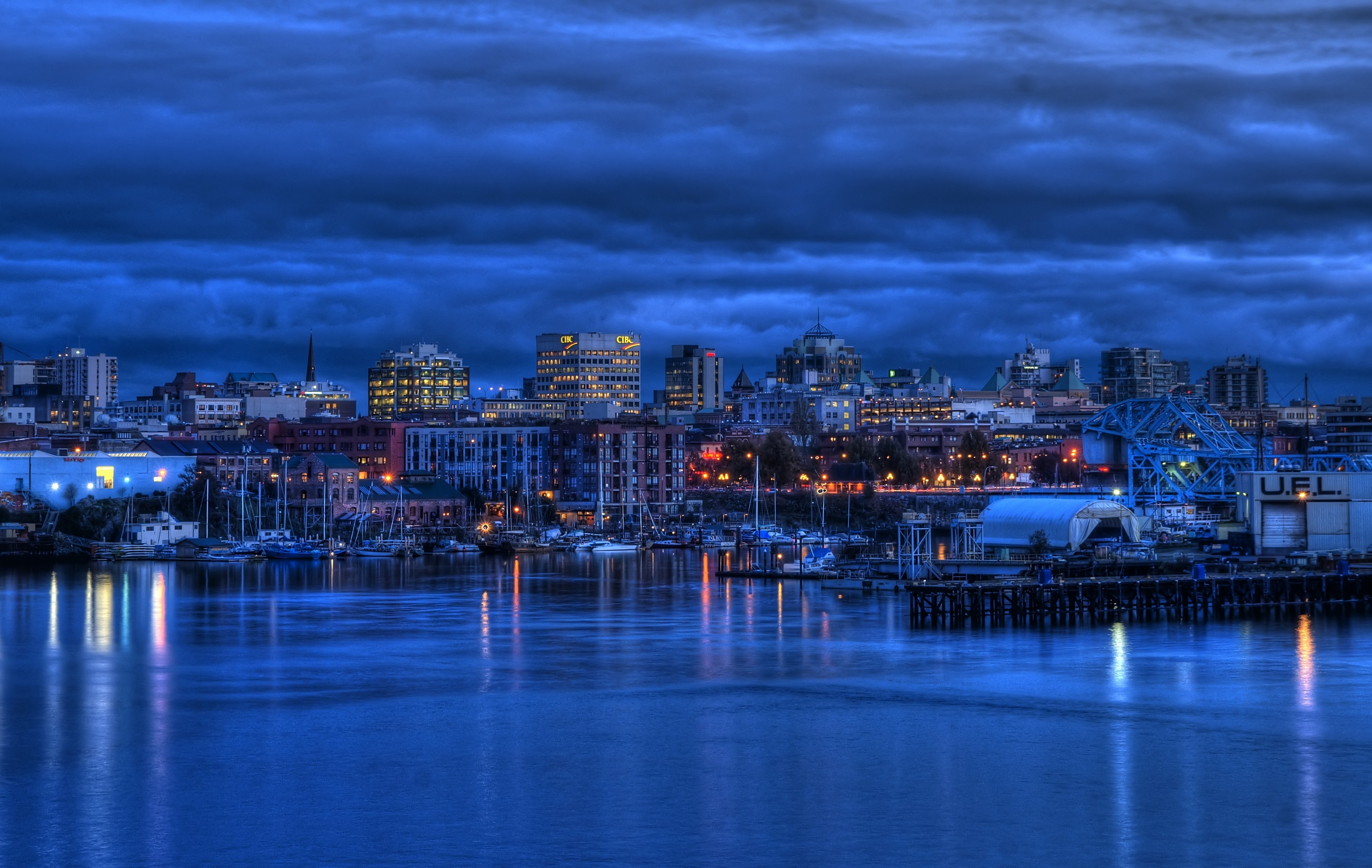
Victoria, Columbia Británica

Gran Victoria (en inglés Greater Victoria) o Región del Gran Victoria (en inglés Greater Victoria Region) es el área metropolitana que formada por la ciudad capital de Columbia Británica, Victoria, y otros 12 municipios que la rodean, ubicados en el extremo sur de la isla de Vancouver, en el suroeste de Canadá. Se trata de una entidad con carácter más cultural que político, que abarca gran parte del distrito regional Capital (CRD), una de las divisiones administrativas de Columbia Británica. A menudo y de modo no oficial, también se incluyen otros municipios e islas adyacentes.
Muchos lugares, edificios, e instituciones asociadas a Victoria (la Universidad de Victoria, Aeropuerto Internacional de Victoria, o el terminal de ferry Swartz Bay, por ejemplo), existen en realidad fuera de los límites de la ciudad. Victoria es el lugar indicado en las direcciones de correo de varios municipios ERC y localidades adyacentes a la misma. El centro de la ciudad de Victoria le da su nombre y la influencia cultural de muchos lugares y organizaciones de la región metropolitana.

## Demografía
La región de la Gran Victoria tiene una población total de 330.088 habitantes, según el censo canadiense de 2006. La región cuenta con dos de los quince municipios más poblados de la Columbia Británica (Saanich, en el número siete, y Victoria en el número trece). El área de la región coincide con el área metropolitana censal de Victoria (CMA), y es la 15º área metropolitana más poblada de Canadá.

## Municipalidades integrantes
Municipalidades que integran el "Núcleo" de la región
- La Ciudad de Victoria y las Municipalidades distritales de Saanich, Esquimalt, y Oak Bay.

Sobre la costa oeste de la isla
- Las ciudades de Colwood y Langford, el pueblo de View Royal, y las municipalidades distritales de Highlands, Metchosin y Sooke.

En la península Saanich
- Las municipalidades distritales de Central Saanich, North Saanich, Saanich y el pueblo de Sidney.